# European Kickboxing Championship
European Kickboxing Championship er det europæiske mesterskab inden for kickboxing, der arrangeres af World Association of Kickboxing Organization (WAKO).

## Historie
Det første europæiske amatørmestersbab inden for kickboxing (WAKO Amateur European Championship) blev organiseret af George Bruckner af afholdt i Wien i 1977. I perioden 1977 og 1982 blev de europæiske mesterskabder afholdt hvert år. WAKO begyndte efter 1982 at ændre hyppigheden for afholdelse af mesterskabet til hvert andet år for at gøre plads til verdensmesterskaberne i de mellemliggende år.